# Bradykardie
Bradykardie (griechisch βραδυκαρδία bradykardía „Langsamherzigkeit“) ist ein verlangsamter Herzschlag bzw. eine verlangsamte Herzschlagfolge und bezeichnet in der Medizin beim erwachsenen Menschen eine Herzschlagfrequenz unter 60 Schlägen pro Minute. Das Gegenteil von Bradykardie nennt man Tachykardie: beim erwachsenen Menschen eine Pulsfrequenz von über 100 Schlägen pro Minute in Ruhe.

## Physiologie
Beim herzgesunden Menschen wird die Frequenz der Herzschläge durch das Erregungsleitungssystem des Herzens gesteuert. Die Frequenz der Herzschläge, zu bestimmen durch Tasten des Pulses, hängt u. a. vom körperlichen Belastungsniveau ab. Üblicherweise fällt die Herzfrequenz nicht unter 40 Schläge pro Minute, Ausnahmen bilden gut trainierte Ausdauersportler, bei denen eine niedrigere Frequenz in Ruhe durchaus als normal angesehen werden kann, sofern die Herzfrequenz unter Belastung adäquat ansteigt. Es liegt dann eine gesteuerte Bradykardie (Sinusbradykardie) vor. Außerdem ist der Puls im Liegen meistens niedriger als im Sitzen.
Tritt eine Bradykardie im Schlaf auf, ist diese meist harmlos bzw. normal.
Ein Sportherz ist die normale Anpassung des Herzens an Ausdauertraining. Da ein Sportherz mit Bradykardie, linksseitiger Hypertrophie (Zunahme der Herzmuskelmasse) und Vergrößerung des Herzvolumens einhergeht, kann ein Sportherz jedoch eine krankhafte Veränderung des Herzens überdecken, so dass unter Umständen die Diagnose einer Herzerkrankung ausbleibt. Auf der anderen Seite gilt es als ausgeschlossen, dass sportliche Betätigung ein gesundes Herz schädigen kann.

## Pathophysiologie
Krankhafte Ursachen für eine Bradykardie sind nur durch ein Ruhe-EKG identifizierbar. Hierzu zählen die Reizbildungsstörung Sinusbradykardie (Verlangsamung der nomotopen, vom Sinusknoten ausgehenden, Reizbildung auf eine Frequenz von unter 60 Schlägen pro Minute) und Erregungsleitungsstörungen:
- Erkrankung des Sinusknotens ohne ausreichenden Anstieg der Herzfrequenz unter Belastung (chronotrope Inkompetenz) und niedriger Ruhefrequenz (Sinusbradykardie beim Sick-Sinus-Syndrom = Syndrom des kranken Sinusknotens),
- Blockierung der Erregungsleitung über die Herzvorhöfe (SA-Block),
- Erkrankung des AV-Knoten mit Blockierung zweiten bis dritten Grades (AV-Block),
- langsames Vorhofflimmern (Bradyarrhythmia absoluta).

Neben einer Erkrankung des Herzens wie einer koronaren Herzerkrankung können Medikamente (Betablocker, Clonidin, Verapamil, Diltiazem, Digitalis) häufig ursächlich sein. Auch ein erhöhter Hirndruck verursacht häufig eine Bradykardie.
Ein Mangel an Schilddrüsenhormonen (z. B. durch Schilddrüsenunterfunktion) kann zur Bradykardie führen.
Bradykardie tritt häufig bei Patienten mit Schlafapnoe auf.

## Symptomatik
Von Beschwerdefreiheit bei leichter Bradykardie über Leistungsminderung bis hin zu Ohnmachtsanfällen (Synkopen), Verschlechterung (Dekompensation) einer bestehenden Herzinsuffizienz oder auch Herzstillstand mit Tod kann die Ausprägung von Beschwerden sehr unterschiedlich sein.

## Diagnostik

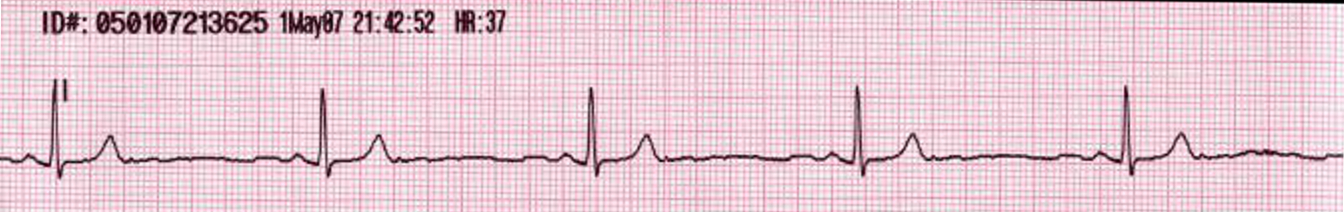
EKG-Diagnostik einer Bradykardie (37/min)

Die sicherste Methode zur Diagnostik einer Bradykardie bietet das EKG. Phasen langsamen Herzschlages lassen sich im Langzeit-EKG erfassen. Sind weniger Pulsschläge zu tasten als im EKG zu zählen, spricht man von einem Pulsdefizit. Im Rahmen einer pulsoximetrischen Überwachung wird die Pulsfrequenz immer mit ausgegeben, diese Methode ist aber fehleranfällig, da nur der Puls, nicht jedoch die elektrische Herzaktion gezählt wird. Auch mit Ultraschall kann durch Dopplersonographie die Herzfrequenz bestimmt werden. Nicht zuletzt kann man das Herz abhören (Auskultation).
Der Übergang von harmloser/normaler Bradykardie zu krankhafter Bradykardie ist fließend.

## Risikofaktoren
Übermäßiger Alkoholkonsum, Drogenkonsum, Rauchen/Nikotinkonsum, falsche und nicht ausgewogene Ernährung und Bewegungsmangel sind Risikofaktoren.

## Therapie
Idealerweise sollte die Ursache identifiziert werden und die Grunderkrankung behandelt werden.
In leichten Fällen können Hausmittel wie Kaffee, Wechselduschen und Bewegung bzw. das Meiden von Risikofaktoren helfen.
Kommen Medikamente als Ursachen einer dauerhaften oder rezidivierend auftretenden krankhaften Bradykardie nicht in Frage, ist die Implantation eines Herzschrittmachers notwendig; überbrückend kann auch eine passagere Variante mit weniger Aufwand gelegt werden.
Medikamentöse Maßnahmen wie die Gabe von Parasympatholytika (z. B. Atropin) oder Sympathomimetika (z. B. Adrenalin) kommen nur in Notfallsituationen zur Überbrückung in Betracht. Gegebenenfalls ist eine Herzdruckmassage erforderlich.
Bei rein nächtlich im Schlaf auftretenden Verlangsamungen des Herzschlages oder auch bei extrem niedrigen Herzfrequenzwerten ist ein Schrittmacher in der Regel nicht indiziert.